# Кам'янець-Подільський ліцей з посиленою військово-фізичною підготовкою
Кам'янець-Подільський ліцей з посиленою військово-фізичною підготовкою — середній навчальний заклад, ліцей з посиленою військово-фізичною підготовкою у Кам'янці-Подільському.

## Історія
Кам'янець-Подільський ліцей з посиленою військово-фізичною підготовкою створений 16 вересня 2000 року відповідно до рішення Постанови Кабінету Міністрів України № 717 від 28.04.1999 року та розпорядження Хмельницької обласної адміністрації № 283 від 10.08.2000 року. Біля витоків заснування ліцею стояли справжні патріоти, професіонали, люди, не байдужі до майбутнього Збройних сил України. Значних зусиль до справи формування навчального закладу нового типу на Поділлі доклали Голова Хмельницької обласної державної адміністрації Віктор Миколайович Лундишев, Начальник інженерних військ Збройних сил України генерал-лейтенант Воробйов Володимир Сергійович, начальник військово-інженерного інституту при ПДАТА генерал-майор Мельницький Василь Іванович, Начальник обласного управління освіти і науки Войтенко Володимир Іванович та його заступники Берека Віктор Євгенович і Бобровнік Світлана Миколаївна. Ліцей розташований на території Кам'янець-Подільського військово-інженерного інституту при Подільській державній аграрно-технічній академії. З вересня 2002 року в ліцеї створений і діє орган учнівського самоврядування — молодіжний парламент.

## Керівництво
- Начальник ліцею — Беркута Б. [2]
- заступник начальника ліцею з навчальної роботи — Тарнавський О.Р.[3]
- заступник начальника ліцею з виховної роботи — Тарнавський С. О.
- заступник начальника ліцею з господарської роботи — Павельчук Ю.Ф.